# Serica bicornis
Serica bicornis är en skalbaggsart som beskrevs av Ahrens 2005. Serica bicornis ingår i släktet Serica och familjen Melolonthidae. Inga underarter finns listade i Catalogue of Life.